# جيم مارتن
جيم مارتن (بالإنجليزية: Jim Martin)‏ هو سياسي أمريكي، ولد في 22 أغسطس 1945 في الولايات المتحدة. حزبياً، نشط في الحزب الديمقراطي. انتخب عضو مجلس نواب جورجيا.

## وصلات خارجية
- الموقع الرسمي